# Gymnopithys rufigula
Gymnopithys rufigula là một loài chim trong họ Thamnophilidae.